# Стрих (Поморське воєводство)
Стрих (пол. Strych, нім. Strich) — село в Польщі, у гміні Каліська Староґардського повіту Поморського воєводства.
У 1975-1998 роках село належало до Гданського воєводства.